# Chihirín (Raión de Berezivka)
Chihirín (ucraniano: Чигирин) es una localidad del Raión de Berezivka en el Óblast de Odesa de Ucrania. Según el censo de 2001, tiene una población de 224 habitantes.